# Itacurubi
Itacurubi é um município brasileiro do estado do Rio Grande do Sul. 

## Geografia
Localiza-se a uma latitude 28º47'43" sul e a uma longitude 55º14'07" oeste, estando a uma altitude de 160 metros. Sua população, em 2010, era de 3.411 habitantes, segundo o IBGE.

## Histórico
O início da povoação de Itacurubi deu-se por volta de 1890, com a chegada do capitão da Marinha Jacques Ouriques Simons, oriundo da Bahia, com a conseqüente instalação de uma casa para a troca e venda de produtos na região.
Esses primeiros moradores muito contribuíram, com seu bravo trabalho, para o desenvolvimento e crescimento de Itacurubi.
Em 1930, surgiu a primeira farmácia, e em 1947, foi fundada a Associação do Aeroclube de Itacurubi, sendo no mesmo ano  criada a Escola Estadual de 1° Grau Vicente Goulart.
Ita = pedra; Curuba = caroço; I = pequeno. Ou seja, pedregulho (Fonte: dicionário Tupi-Guarani, Prof. Silveira Bueno, São Paulo, 1984, 3° edição, página 157).
Aniversário do município é dia 9 de maio.

## Pontos Turísticos

### Cascata do Inhaquá
Um dos pontos turísticos mais bonitos da região, é um anel de pedra com várias quedas d'água, sendo a principal com 17 metros de altura. Situada próximo da junção do riacho Inhaquá com o rio Itacurubi, dista 7,5 km da sede do município. Também é conhecida pelo nome Inhaquã. Porém, conforme os habitantes antigos da região, o nome correto é Inhaquá.

### Fazenda Rancho Grande
Com alto valor histórico, por ter sido local de nascimento do ex-presidente João Goulart. Foi um dos últimos locais do Brasil onde João Goulart esteve após ser deposto e antes de seguir para o exílio no exterior, no Golpe de 1964.

### Templo de Pentecostes
É o mais antigo templo Evangélico da Igreja Evangélica Assembléia de Deus do Estado que atrai anualmente milhares de pessoas da região e do país, principalmente no mês de fevereiro.